# Better Together (Acoustic)
Better Together (Acoustic) es el segundo EP en acústico de Fifth Harmony y el cuarto en total del grupo americano. Es la versión acústica de Better Together. Fue lanzado el 15 de noviembre de 2013 por Syco Music y Epic Records de forma digital. Los productores de este EP siguen siendo los mismos que en Better Together.
El CD físico salió a la venta de forma exclusiva el 19 de noviembre de 2013 en todas las tiendas Justice de Estados Unidos.
Debutó en el número #189 de la lista Billboard 200.

## Lista de canciones
| N.º | Título                                  | Escritor(es)                                                                                                  | Productor(es)                                | Duración |  |
| 1.  | «Don't Wanna Dance Alone (Acoustic)»    | Ally Brooke, Camila Cabello, Dinah Jane Hansen, Lauren Jauregui, Normani Kordei, Julian Bunetta, Andre Merrit | Julian Bunetta                               | 3:37     |  |
| 2.  | «Miss Movin' On (Acoustic)»             | Mitch Allan, Jason Evigan, Lindy Robbins, Julia Michaels                                                      | The Suspex                                   | 3:14     |  |
| 3.  | «Better Together (Acoustic)»            | Harmony Samuels, Savan Kotecha, Evigan, Rickard Göransson                                                     | Rickard B. Göransson                         | 3:16     |  |
| 4.  | «Who Are You (Acoustic)»                | Brooke, Cabello, Hansen, Jauregui, Kordei, Bunetta, Bianco, Nasri Tony Atweh                                  | Julian Bunetta, PJ Bianco                    | 3:53     |  |
| 5.  | «Leave My Heart Out of This (Acoustic)» | Evigan, Tebey Solomon Ottoh, Marcus "Marc Lo" Lomax, Stefan Johnson, Jordan Johnson                           | The Monsters and the Strangerz, Jason Evigan | 3:54     |  |